# Stara Bučka
Stara Bučka – wieś w Słowenii, w gminie Škocjan. W 2018 roku liczyła 96 mieszkańców.